# Перепела
Перепела́ (лат. Coturnix) — род птиц из семейства фазановых (Phasianidae) отряда курообразных (Galliformes). В состав рода включают 6 рецентных видов, из которых один был истреблён человеком. Отличаются малыми размерами и круглой формой, а также короткими крыльями, которые почти полностью покрывают такой же короткий хвост. Лапки без перьев и шпор.

## Внешний вид
К роду перепелов относят куриных птиц незначительной величины (длина сложенного крыла 90—115 мм), с заострёнными крыльями, очень коротким хвостом и голой плюсной без шпор на четырёхпалой ноге. Ноздри не покрыты перьями, клюв маленький и короткий.

## Распространение
Перепела распространены по всему Старому Свету, за исключением Крайнего Севера; в Европе один вид (Coturnix coturnix).

## Образ жизни
Перепела держатся на земле, в густой траве и на полях, более или менее общественны. Прекрасно бегают, летают быстро, но редко продолжительно. Кричат пронзительно, но монотонно. Питаются мелкими семенами и насекомыми.

## Размножение
Живут то в моно-, то в полигамии. Гнездо строят в ямке, бедно устилая её кусочками травы и листьев. Кладут много яиц.

## Классификация
Род Coturnix относится к трибе Coturnicini подсемейства фазанов (Phasianinae). Ранее этот род классифицировали в ныне расформированном (под)семействе куропатковых (Perdicinae/Perdicidae), причисляя к нему 6—7 видов.
В состав рода включают пять современных и один недавно вымерший вид:
- Coturnix coromandelica (J. F. Gmelin, 1789) — Черногрудый перепел
- Coturnix coturnix (Linnaeus, 1758) — Обыкновенный перепел
- Coturnix delegorguei Delegorgue, 1847 — Перепел-арлекин
- Coturnix japonica Temminck & Schlegel, 1848 — Немой перепел, или японский перепел
- † Coturnix novaezelandiae Quoy & Gaimard, 1832 — Новозеландский перепел
- Coturnix pectoralis Gould, 1837 — Австралийский перепел

Также к роду относят четыре вымерших вида, описанных по ископаемым остаткам из отложений голоцена:
- Coturnix alabrevis Rando et al., 2020
- Coturnix centensis Rando et al., 2020
- Coturnix gomerae Jaume et al., 1993
- Coturnix lignorum Rando et al., 2020

Виды Coturnix adansonii, Coturnix chinensis и Coturnix ypsilophora были перенесены в род Synoicus.

## Генетика
Кариотип: 78 хромосом (2n).
Молекулярная генетика
- Депонированные нуклеотидные последовательности в базе данных EntrezNucleotide, GenBank, NCBI, США: 9519 (по состоянию на 28 июля 2015).
- Депонированные последовательности белков в базе данных EntrezProtein, GenBank, NCBI, США: 1142 (по состоянию на 28 июля 2015).

Генетически наиболее изученным представителем рода является немой перепел (C. japonica); ему принадлежит бо́льшая часть депонированных последовательностей по сравнению с другими видами рода.
Геном: 1,29—1,41 пг (C-value).
В 2013 году было осуществлено геномное секвенирование немого перепела.